# 万户镇
万户镇，是中华人民共和国江西省九江市都昌县下辖的一个乡镇级行政单位。

## 行政区划
万户镇下辖以下地区：
民丰社区、万户村、新屋村、塘美村、刘仲村、长岭村、东升村、横塘村、杨桥村和西湖村。